# Le noir (te) vous va si bien
Le noir (te) vous va si bien (Engelse titel: Black Really Suits You) is een Franse film uit 2012 van de in Iran geboren regisseur Jacques Bral.

## Verhaal
Cobra, een jonge Parijse vrouw van Noord-Afrikaanse afkomst wordt beschermd opgevoed door haar traditionele vader, die een moslimechtgenoot voor haar probeert te vinden. Haar moeder zou haar meer vrijheid willen geven. Cobra kiest echter haar eigen weg. Haar baas is hevig verliefd op haar maar ze wijst hem af. Ze wil trouwen met de barman van het café waar ze zich dagelijks omkleedt en haar hoofddoek afdoet voor ze naar haar werk gaat. Als haar vader achter de relatie komt voelt hij zich in zijn eer gekrenkt. 

## Rolverdeling
- Sofia Manousha : Cobra
- Lounès Tazairt : Moncef
- Julien Baumgartner : Serge
- Grégoire Leprince-Ringuet : Richard
- Élise Lhomeau : Anaïs
- Souad Amidou : Maléké
- Salim Kechiouche : Rachid
- Thierry Lhermitte : François
- Sid Ahmed Agoumi : Julien
- Delphine Rich : Hélène-Laure
- Magid Bouali : Majid
- Lisa Makhedjouf : Salima